# Michaił Swietłow
Michaił Arkadjewicz Swietłow (ros. Михаил Аркадьевич Светлов, ur. 4 czerwca?/17 czerwca 1903 w Jekaterynosławie, zm. 28 września 1964 w Moskwie) – rosyjski poeta i dramaturg, autor wierszy patriotycznych, przenikniętych liryzmem, a także liryki refleksyjnej i poematów scenicznych.

## Życiorys
Pochodził z biednej żydowskiej rodziny. Zadebiutował w 1917 roku. Od 1919 był członkiem Komsomołu. W 1920 wziął udział jako ochotnik w wojnie domowej w Rosji.
Początkowo pozostawał pod wpływem grupy „Kuznica”. Pierwszy zbiór poezji „Rielsy” ukazał się w 1923. Był autorem popularnych wierszy lirycznych, m.in.: „Grenada” (1926), „Pieśń o Kachowce” (1935), nacechowanych programowym optymizmem i adresowanych do młodzieży komsomolskiej. W latach 20. XX w. związany był z grupami literackimi Młoda Gwardia i Przełom. W latach 40. i 50. tworzył lirykę refleksyjną, a także poematy sceniczne, np. „Po 20 latach” (1940, wydanie polskie w 1950). Polski wybór poezji Swietłowa, „Grenada i inne wiersze” ukazał się w 1961.
Pochowany na Cmentarzu Nowodziewiczym w Moskwie.